# Poganek rutowaty
Poganek rutowaty (Peganum harmala L.), nazywany także rutą stepową lub rutą syryjską – gatunek sukulentu z rodziny łużnikowatych (Nitrariaceae). Roślina występuje w północnej Afryce, na Bliskim Wschodzie, aż po Indie oraz na terenach śródziemnomorskich (Włochy, Hiszpania, Grecja). Naturalizowana także w południowo-zachodnich Stanach oraz w Australii.
Od 8 maja 2009 roku zaliczona do środków odurzających.

## Morfologia
ŁodygaDorasta do 0,5 metra wysokości. Wygina się zygzakowato, drewnieje, silnie się rozgałęzia.
LiścieJasnozielone, gruboszowate, osiągają 2,5–5 cm długości.
KwiatyBiałe, 5-płatkowe, zazwyczaj 2,5–3 cm średnicy.
OwoceTrójkomorowa mała torebka, początkowo zielona, dojrzała brązowa. Nasion w owocu jest wiele, są ciemnobrązowe o wymiarach 3–4 × 2 mm.

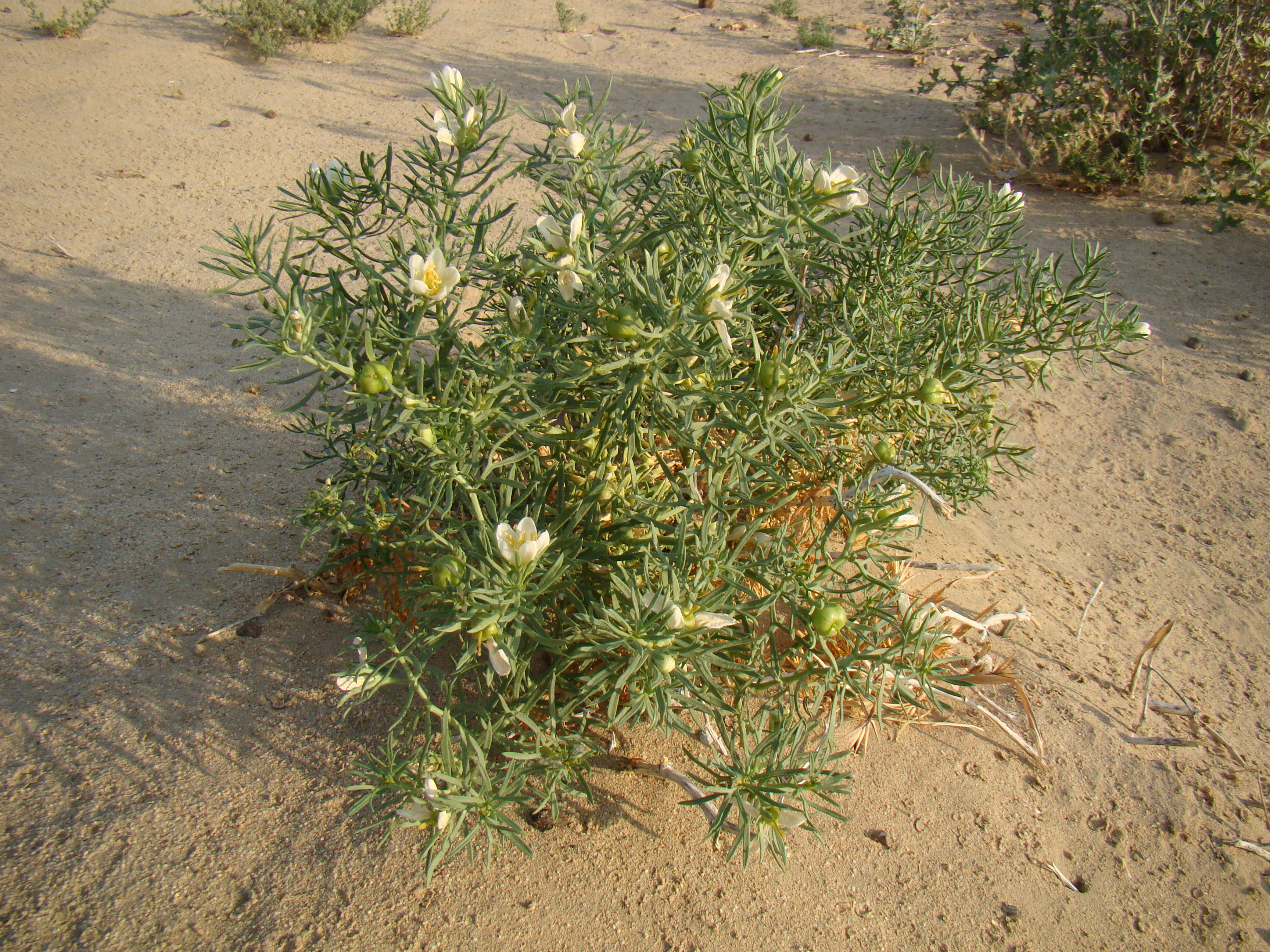
Pokrój
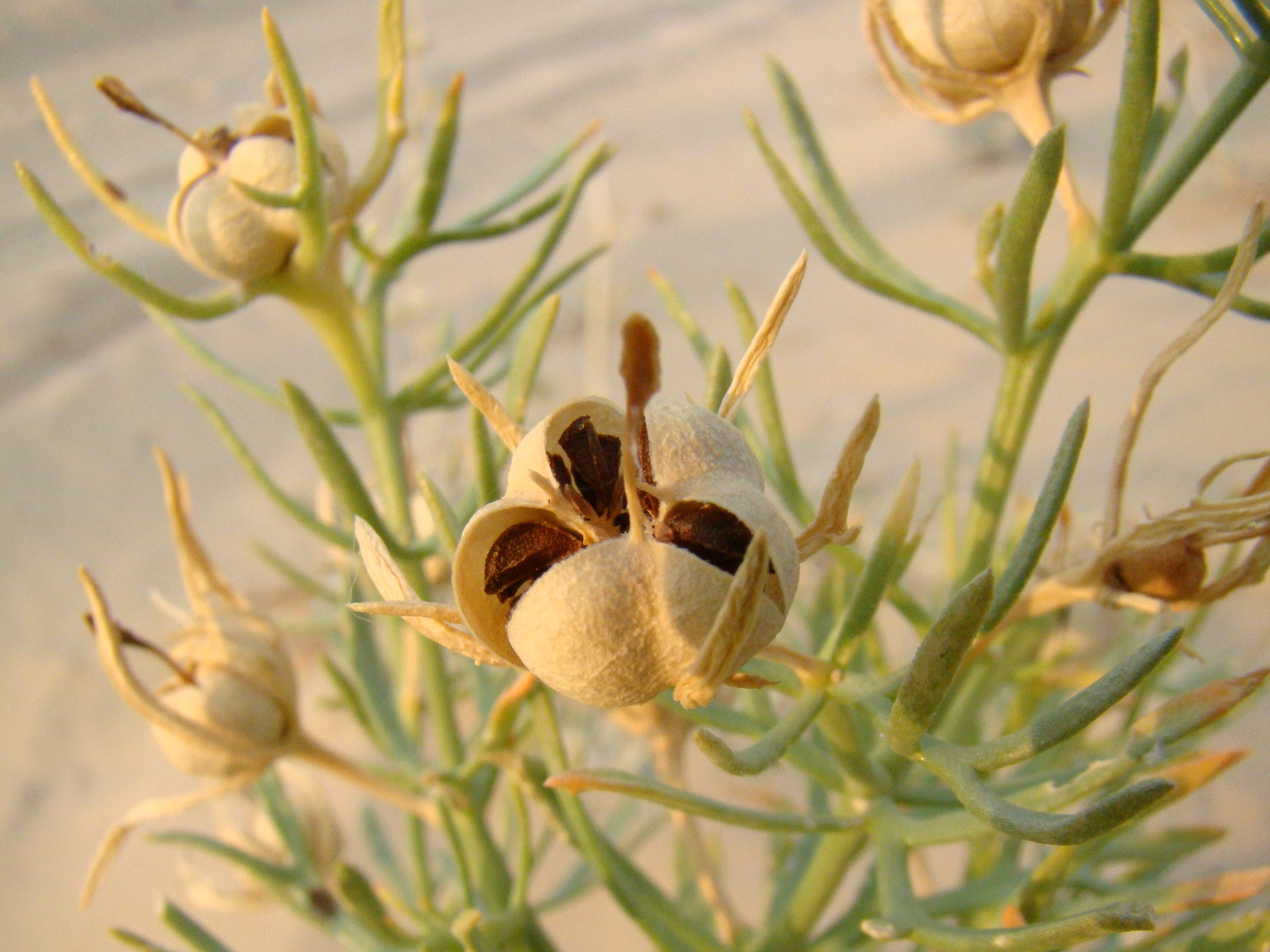
Owoce
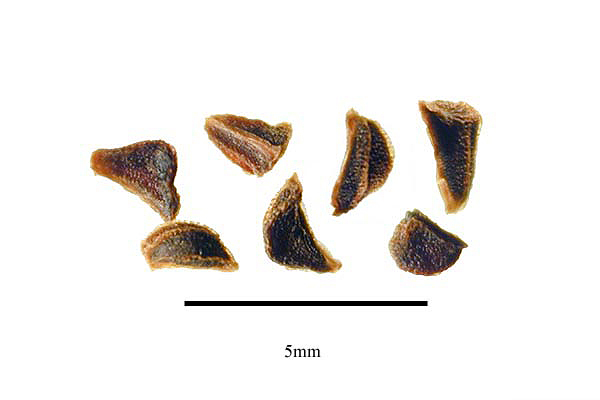
Nasiona

## Znaczenie w hinduizmie

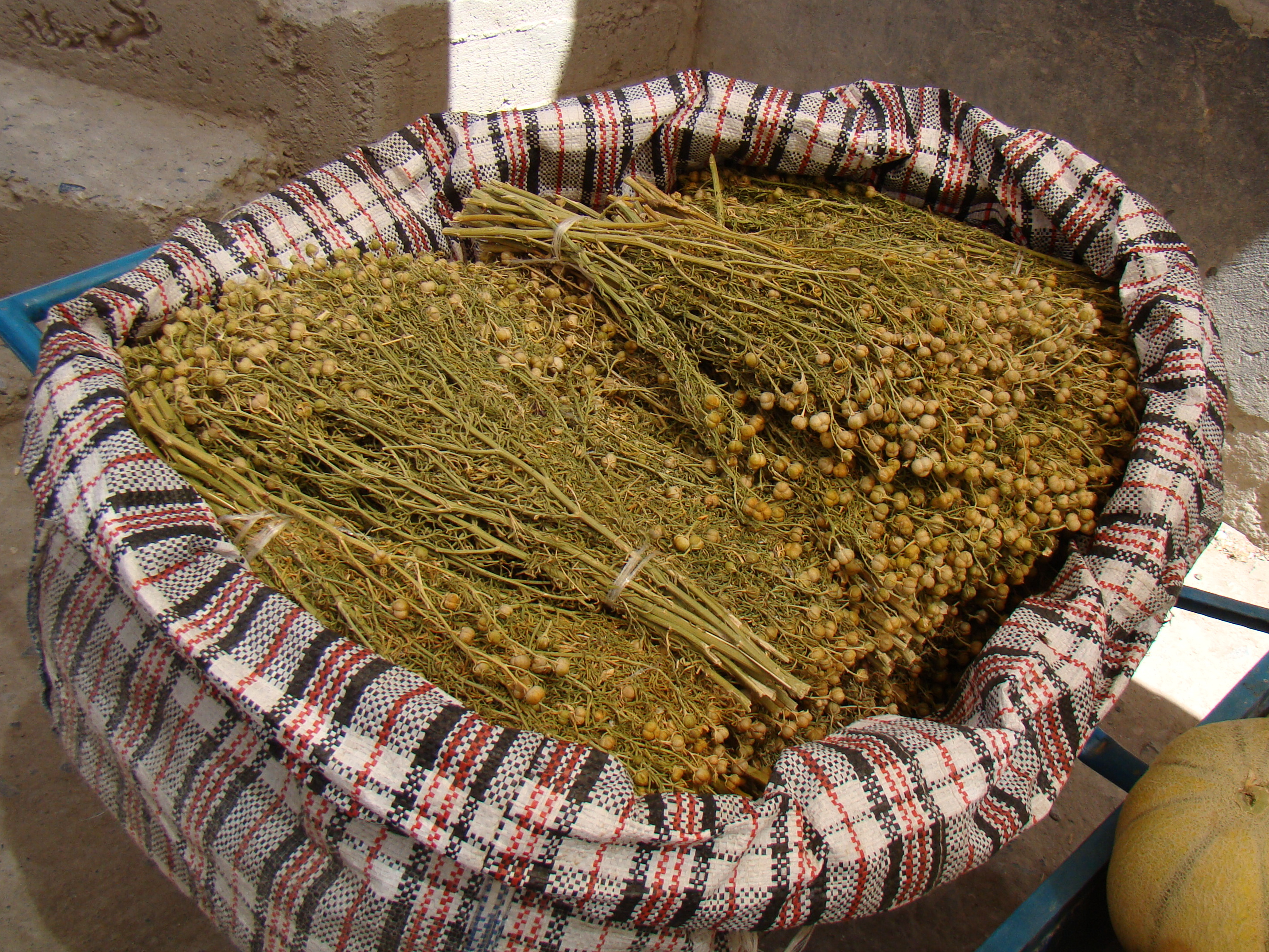
Peganum harmala oferowana na targu w Kazachstanie

Poganek rutowaty wskazywany jest przez część badaczy, jako mogący odpowiadać roślinie soma. Pędy takiej rośliny były wykorzystywane, zgodnie z brzmieniem staroindyjskich pism Wed, do sporządzania napoju rytualnego również o nazwie soma.